# Sit-ups

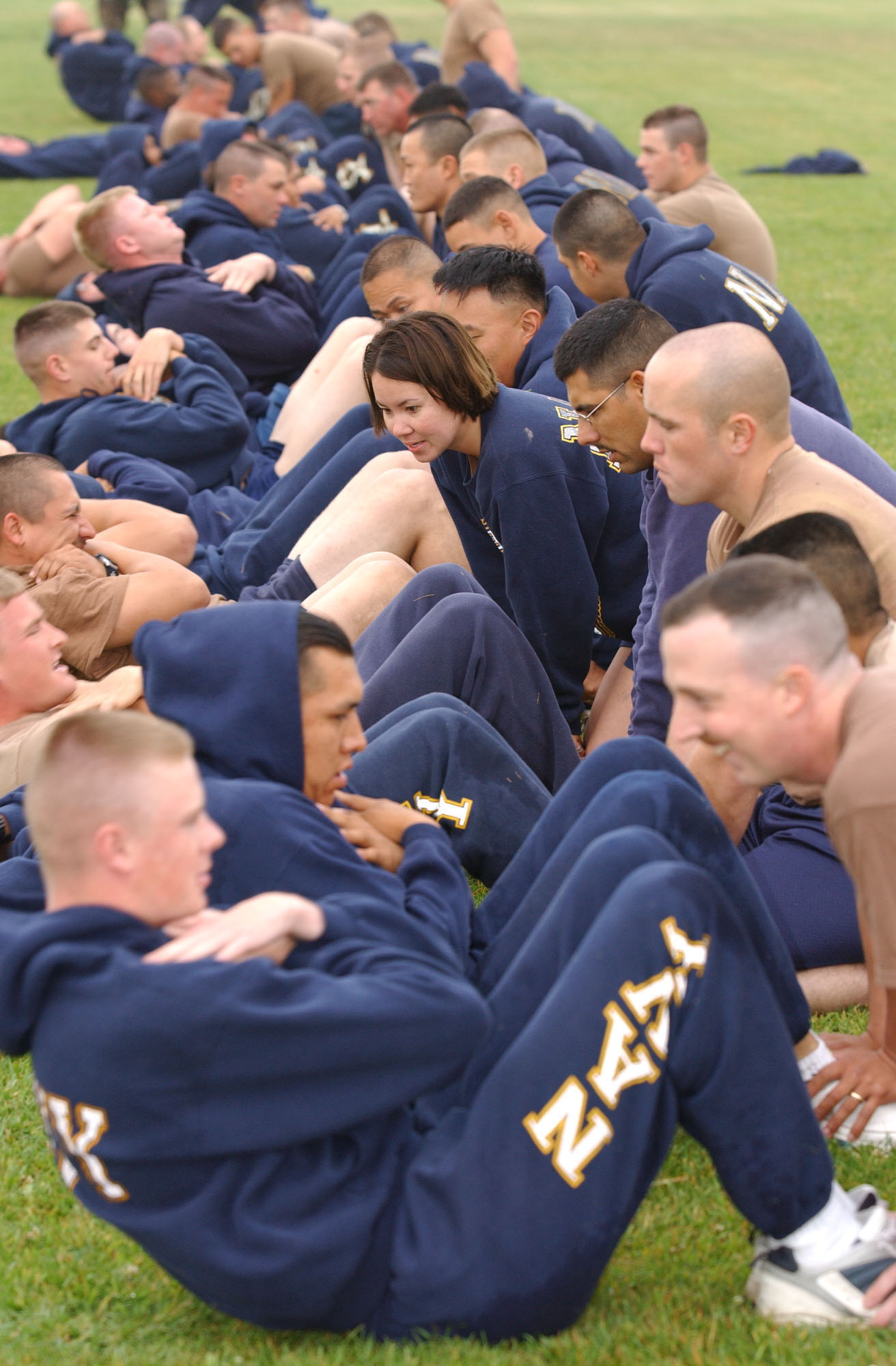
Seabees (Amerikaanse genisten) voeren hun sit-updeel van de marine Fysieke Readiness Test uit.

De sit-up valt onder de krachttraining en wordt gewoonlijk uitgevoerd met het oog op de versterking van de buikspieren. Men gaat eerst met de rug op de grond liggen, meestal met de armen over de borst of achter het hoofd en de knieën gebogen. Vervolgens heft men zowel de bovenste als onderste wervels van de vloer tot boven de billen. Sommigen beweren dat sit-ups gevaarlijk kunnen zijn vanwege de hoge druk die uitgeoefend wordt op de rug en moeten worden vervangen door crunches in het trainingsprogramma. Sit-ups en push-ups resulteren niet in het ter plaatse afnemen van de hoeveelheid vet. Een 'wasbord' vereist buikspiertraining in combinatie met vetverlies in de hele buik, wat alleen mogelijk is door het verliezen van vet in het gehele lichaam.